# Louise-Thérèse de Montaignac de Chauvance
Louise-Thérèse de Montaignac de Chauvance (14 de maio de 1820 - 27 de junho de 1885) foi uma católica francesa que fundou os Oblatos do Coração de Jesus e era conhecida por sua devoção ao Sagrado Coração. Sua vida a testemunhou atendendo à formação catequética e promovendo o Sagrado Coração na França.
Ela foi beatificada em 4 de novembro de 1990.

## Vida
Louise-Thérèse de Montaignac de Chauvance nasceu na França em 1820 como a quinta de seis filhos de Raimondo Amato e Anna de Raffin; seu pai trabalhava como funcionário público. Sua linhagem também está ligada a famílias nobres da França ligadas ao antigo reino. Ela fez sua primeira comunhão em 6 de junho de 1833.
Sua educação começou aos sete anos. Ela estudou no Colégio dos Companheiros Fiéis de Jesus e mais tarde, a partir de 1837, no Paris des Oiseaux, administrado pelos Agostinianos. Foi no final da infância que começou a ler o Evangelho e os escritos espirituais de Teresa de Ávila. A doença óssea a atingiu pela primeira vez em 1842 e continuaria a atormentá-la pelo resto de sua vida; essa doença frequentemente a deixava acamada. Ela fez um voto particular ao Sagrado Coração de Jesus Cristo em 8 de setembro de 1843. Chauvance fundou a Sociedade dos Tabernáculos em 1848 com ênfase na Eucaristia e em 1854 fundou a Ópera Adoração de Reparação.  Foi por volta dessa época, em 1848, que ela - com seus irmãos e pais - mudou-se para Montluçon e foi morar com sua tia materna de Raffin. Em 1844, ela e sua tia começaram o processo de criação de uma nova congregação religiosa dedicada ao Sagrado Coração, mas o projeto foi paralisado com a morte de De Raffin em 4 de dezembro de 1845.
Chauvance procurou o conselho de seu diretor espiritual, padre Gaume, e decidiu não se juntar aos carmelitas como pretendia, mas sim continuar o trabalho que ela e sua falecida tia começaram. Ela voltou para sua cidade natal em fevereiro de 1848, quando começou a reunir mulheres para sua nova ordem. Foi em 1848 que ela fundou um centro de catequese e um orfanato para crianças. Sua irmã morreu, o que levou Chauvance - em julho de 1863 - a cuidar da educação de seus três filhos. Em março de 1874, ela fundou os Oblatos do Coração de Jesus, embora suas atividades formais tenham começado em 21 de dezembro de 1874 com o seu antigo e inicial nome de Pia Sociedade dos Oblatos do Coração de Jesus.
Em dezembro de 1875, ela foi nomeada Secretária Geral do "Apostolado da Oração" liderado pelo padre jesuíta Ramier. Posteriormente, foi eleita superiora de sua congregação em 17 de maio de 1880, enquanto o Papa Leão XIII concedeu a aprovação papal à ordem em 4 de outubro de 1881. A ordem já havia recebido apoio diocesano e aprovação do Bispo Pierre Simon de Dreux-Brézé.
Chauvance morreu em 27 de junho de 1885.

## Beatificação
O processo de beatificação começou em Moulins em um processo informativo que havia sido designado para reunir todas as evidências disponíveis sobre sua vida e as razões que atestariam sua santidade. Isso garantiria que a causa provasse ser confiável e seria capaz de defender sua santidade em potencial. Os teólogos também aprovaram - em 11 de junho de 1913 - que seus escritos estavam de acordo com a tradição da fé. Isso significava que a causa poderia continuar para o próximo estágio.
A apresentação formal da causa ocorreu em 23 de dezembro de 1914 sob o Papa Bento XV e, como tal, ela recebeu o título póstumo de Serva de Deus - a primeira etapa oficial do processo. Também permitiu a realização de um processo apostólico em Moulins.
Os processos anteriores foram validados em 26 de junho de 1923, a critério da Congregação dos Ritos, enquanto a Positio foi submetida décadas depois à Congregação para as Causas dos Santos em Roma em 1980. Os teólogos expressaram aprovação à causa em 30 de junho de 1987, enquanto a C.C.S. a aprovou em 1 de março de 1998. Em 28 de março de 1988 foi feita Venerável depois que o Papa João Paulo II aprovou sua virtude heroica.
O milagre necessário à sua beatificação foi investigado na diocese de sua origem - na França - e foi validado em 26 de junho de 1923, quando os processos apostólicos e informativos foram ratificados. Recebeu a aprovação papal em 3 de março de 1990, o que permitiu que João Paulo II presidisse sua beatificação no dia 4 de novembro seguinte.